# Dicranomyia cuneata
Dicranomyia cuneata là một loài ruồi trong họ Limoniidae. Chúng phân bố ở miền Australasia.